# Izmaragd
Izmaragd (en rus: Измарагд, en grec: σμαραγδος (Smaragdos), igual a «Maragda»), és un codi moral rus del segle xiv.
Segons la versió, l'obra conté de 90 a 250 articles, en la seva majoria traduïts del grec i adaptats a la cultura i al context rus. Els temes són molt variats, com ara les virtuts cristianes, pecats, dones bones i dolentes, l'educació dels nens i l'organització d'una llar. El Izmaragd va estar molt estès i es va utilitzar fins al final del segle xvii, fins i tot en el segle XX també en alguna comunitat dels vells creients. Aquest treball va contribuir significativament com a influència del Domostroi del segle xvi.